# Ésteres de sorbitano
| Estructura del sorbitol y su anhídrido 1,4-sorbitano          |
| Estructuras de anillos de cinco y seis eslabones de sorbitano |

Los ésteres de ácidos grasos de sorbitano o, simplemente ésteres de sorbitano, se conocen comercialmente con el nombre de Spans. Todos tienen en común la estructura del sorbitano (anhídrido de 1,4-D-sorbitol), que se esterifica con uno o varios ácidos grasos.

## Preparación
La producción industrial se lleva a cabo a aproximadamente a 250 °C con sorbitol y el ácido graso correspondiente. Estos ácidos grasos pueden venir de fuentes animales, pero por lo general se usan los obtenidos a partir de grasas vegetales, al ser más baratos. También es posible utilizar una mezcla de ácidos grasos (ácido esteárico, ácido láurico, ácido oleico y ácido palmítico), la cual forma una mezcla compleja de diferentes ésteres de ácidos grasos de sorbitano, que también tiene las propiedades químicas deseadas.

## Propiedades y usos
Los ésteres de sorbitano son sustancias orgánicas de alto punto de ebullición, cerosos y/o viscosos, que contienen elementos estructurales hidrófilos (afín al agua) y lipófilos (afín a las grasas). Debido a esto son tensioactivos y actúan como emulsionantes. Sirven para la estabilización de las estructuras cristalinas en grasas, como agentes de formación de espuma y mejoran la fluidez de la margarina líquida y otras emulsiones grasas. Los ésteres de sorbitano están autorizados en la UE como aditivos alimentarios: E 491, E 492, E 493, E 494 y E 495, y se utilizan en ciertos alimentos, cada uno con un límite máximo fijo.

### Ésteres de sorbitano de uso alimenticio
| Nombre        | Monoestearato de sorbitano                                                           | Triestearato de sorbitano                                                                          | Monolaurato de sorbitano                                                           | Monooleato de sorbitano                                                | Sesquioleato de sorbitano               | Trioleato de sorbitano | Monopalmitato de sorbitano                                                           |
| Otros nombres | Span 60                                                                              | Span 65                                                                                            | Span 20                                                                            | Span 80                                                                | Span 83                                 | Span 85 | Span 40                                                                              |
| Número E      | E 491                                                                                | E 492                                                                                              | E 493                                                                              | E 494                                                                  |                                         | | E 495                                                                                |
| Número CAS    | 1338-41-6                                                                            | 26658-19-5                                                                                         | 1338-39-2                                                                          | 1338-43-8                                                              | 8007-43-0                               | 26266-58-0 | 1338-40-5                                                                            |
| HLB           | 4,7                                                                                  | 2,1                                                                                                | 8,6                                                                                | 4,3                                                                    | 3,7                                     | 1,8 | 6,7                                                                                  |
| Nombre IUPAC  | Octadecanoato de [2-[(2R,3S,4R)-3,4- dihidroxitetrahidrofuran- 2-il]-2-hidroxietilo] | Octadecanoato de [2-[(2R,3S,4R)-4- hidroxi-3-octadecanoiloxi- oxolan-2-il]-2-octadecanoiloxietilo] | Dodecanoato de [2-[(2R,3S,4R)-3,4- dihidroxitetrahidrofuran- 2-il]-2-hidroxietilo] | (Z)-Octadec-9-enoato de [2-(3,4-dihidroxioxolan-2-il)- 2-hidroxietilo] | (Z)-Octadec-9-enoato de sorbitano (3:2) | (Z)-octadec-9-enoato de [(2R)-2-[(3R,4S)-4-hidroxi-3- [(Z)-octadec-9-enoil] oxioxolan-2-il]-2- [(Z)-octadec-9-enoil]oxietilo] | Hexadecanoato de [2-[(2R,3S,4R)-3,4- dihidroxitetrahidrofuran- 2-il]-2-hidroxietilo] |
| Fórmula       | C24H46O6                                                                             | C60H114O8                                                                                          | C18H34O6                                                                           | C24H44O6                                                               | C33H60O6,5                              | C60H108O8 | C22H42O6                                                                             |
| LD50          | 31 g/kg (oral, Rata)                                                                 | | 33,6 g/kg (oral, Rata)                                                             |                                                                        |                                         | |                                                                                      |